# إلينور دارك
إلينور دارك (بالإنجليزية: Eleanor Dark)‏ (26 أغسطس 1901، سيدني في أستراليا - 11 سبتمبر 1985، كاتومبا في أستراليا)؛ كاتِبة وروائية أسترالية.